# Punta di Ercavallo
La Punta di Ercavallo (3.068 m s.l.m.) è una montagna del Gruppo Ortles-Cevedale nelle Alpi Retiche meridionali. Si trova tra la Lombardia (provincia di Brescia) e Trentino-Alto Adige (Trentino).

## Caratteristiche
Dal versante bresciano la montagna è collocata alla testata della Valle di Viso (laterale della Val Camonica); dal versante trentino domina la Val di Peio.

## Salita alla vetta
Si può salire sulla vetta partendo dalle Case di Viso, località in Valle di Viso. Punto di appoggio può essere il Rifugio Bozzi.